# Curtume Santa Cruz Mumic
O Curtume Santa Cruz Mumic foi um dos mais importantes curtumes do Estado de Minas Gerais, e um importante curtume do Brasil. Se situava na cidade de São Sebastião do Paraíso, cidade localizada no interior (sudoeste) do estado de Minas Gerais, Brasil. Iniciou suas operações em 1930 e foi fechado em 2008. 

## Origens
O Curtume Santa Cruz (nome original) foi fundado por Carlos Mumic e Jorge Botero em 1930, em São Sebastião do Paraíso. Depois de alguns anos Jorge Botero saiu da sociedade e voltou para a Itália. Jorge era italiano. Desta forma o curtume passou a pertencer exclusivamente a Carlos Mumic.

## O Falecimento do Fundador
Carlos Mumic, o fundador do Curtume Santa Cruz Mumic, faleceu em 1943. O Curtume passou então a pertencer a todos os filhos de Carlos, e à sua esposa, Francisca Mumic. Francisca passou sua parte aos filhos. E depois disso, no decorrer dos anos, os filhos foram comprando a parte das filhas.

Depois de alguns anos a distribuição da propriedade do curtume ficou da seguinte forma: 30% pertecentes aos filhos Alípio Mumic, Alberto Mumic e Rodolfo Mumic. Os restantes 10% ficaram com Nelico, marido de Olga Mumic, umas das filhas de Carlos Mumic. O curtume mudou de nome para Curtume Santa Cruz Mumic Ltda.

O curtume passou por um incêndio na década de 60 e muito de seus registros históricos foram perdidos.

## O Apogeu da Empresa, nas décadas de 70 e 80
O curtume chegou a empregar centenas de pessoas no seu auge, nas décadas de 70 e 80. Foi uma importante empresa não só para São Sebastião do Paraíso mas também um dos mais importantes curtumes do estado de Minas Gerais, chegando inclusive a participar de feiras internacionais.

O Curtume Santa Cruz Mumic, junto de outros curtumes em São Sebastião do Paraíso transformaram esta cidade em um importante Pólo de Indústrias de Couro durante as décadas de 70, 80 e 90. Dentre os vários curtumes existentes (alguns ainda existentes) naquela época estão: Curtume Tigrão, Curtume Cacique, Curtume Salgado e Borges, Curtume Santo Angelo, Curtume Arte Final, Curtume Paraisense & Sociedade Marinzeck, além do próprio Curtume Santa Cruz Mumic.

Alípio Mumic se aposentou por volta de 1990 e vendeu sua parte no Curtume, para Welington Mumic, Rodolfo Mumic Filho (filho de Rodolfo Mumic), Edilberto Mumic (filho de Alipio Mumic).

## O Fechamento
Na década de 90 o curtume começou a sofrer dificuldades com a abertura de mercado promovida no Brasil pois começou a sofrer competição internacional dentro do merecado nacional. Na década de 2000 a concorrência Chinesa tornou as operações do curtume muito difíceis. A empressa passou por sérias dificuldades até que foi fechada, em 2008, e suas instalações leiloadas em 2009.

O curtume sempre operou no mesmo endereço: 

Av João Pereira de Souza 189, em São Sebastião do Paraíso, Minas Gerais, Brasil, CEP: 37950-000